# Arteria descendens genus

Schematische Darstellung der Arterien des Oberschenkels

Die Arteria descendens genus – „absteigende Kniearterie“, in der Tieranatomie Arteria genus descendens (in der Humananatomie ist dieser Begriff veraltet) – ist eine Schlagader der unteren Extremität im Bereich des Oberschenkels.
Die Arteria descendens genus entspringt im Adduktorenkanal (Canalis adductorius) aus der Arteria femoralis. Sie durchbohrt mit der gleichnamigen Vene und dem Nervus saphenus die Membrana vastoadductoria. Anschließend teilt sie sich in mehrere Äste:
- Der Ramus saphenus zieht an der Innenseite des Oberschenkels entlang.
- Die Rami articulares beteiligen sich am Gefäßgeflecht am Kniegelenk (Rete articulare genus).